# Janusz Leśniewski
Janusz Szczepan Leśniewski, ps. John Forest (ur. 28 listopada 1951 w Warszawie, zm. 15 listopada 2020 tamże) – polski aktor filmowy, teatralny i dubbingowy.

## Życiorys
Syn aktorki Małgorzaty Leśniewskiej. W 1969 roku ukończył VI Liceum Ogólnokształcące im. Tadeusza Reytana w Warszawie, a w 1974 roku studia na Wydziale Aktorskim Państwowej Wyższej Szkoły Teatralnej w Warszawie. Zadebiutował jako aktor w 1973 roku. Występował w Teatrze Komedia (1974–1975), Teatrze Ochoty (1975–1979) i Teatrze Powszechnym (1979–1988).
W latach 80. XX wieku angażował się w działalność opozycji demokratycznej w PRL. Był kolporterem prasy niezależnej i książek, drukarzem podziemnym i lektorem w podziemnym Radiu „Wola”. W latach 1986–1988 był lektorem ponad połowy audycji II Programu Radia „Solidarność”. Przez całe lata 80. przewodniczący Komisji Zakładowej Niezależnego Samorządnego Związku Zawodowego „Solidarność” w Teatrze Powszechnym. 
W latach 90. XX wieku pełnił funkcję redaktora w Oddziale Warszawskim Telewizji Polskiej (WOT). Występował w radio, telewizji i filmach, w tym serialach. Działał społecznie w Związku Artystów Scen Polskich.
Został pochowany na Cmentarzu Wojskowym na Powązkach (kwatera B 29 KOL, rząd 4, grób 31).

## Filmografia

### Aktor
| Filmy fabularne     |                                            |                           | |
| Rok                 | Tytuł                                      | Reżyser                   | Rola |
| 1975                | Na równej drodze...                        | Barbara Sokolenko         | |
| 1975                | Moja wojna, moja miłość                    | Janusz Nasfeter           | |
| 1977                | Żołnierze wolności                         | Jurij Ozierow             | oficer AK z białą flagą (Część 2)                                                                                                  |
| 1978                | Biały mazur                                | Wanda Jakubowska          | |
| 1987                | O rany, nic się nie stało!!!               | Waldemar Szarek           | Kubańczyk Roberto Rojas |
| 1989                | Po upadku                                  | Andrzej Trzos-Rastawiecki | |
| 1990                | Mów mi Rockefeller                         | Waldemar Szarek           | Subgazi, podwładny szejka |
| 1991                | Zwichnięcie                                | Bernard Uzan              | współpracownik Bessona |
| 1992                | Enak                                       | Sławomir Idziak           | |
| 1994                | Oczy niebieskie                            | Waldemar Szarek           | urzędnik USC we śnie |
| 1997                | Musisz żyć                                 | Konrad Szołajski          | handlujący narkotykami na Dworcu Centralnym                                                                                        |
| 2000                | To my                                      | Waldemar Szarek           | kurator |
| 2003                | Warszawa                                   | Dariusz Gajewski          | sprzedawca |
| 2005                | Parę osób, mały czas                       | Andrzej Barański          | Lech Emfazy Stefański |
| 2006                | Samotność w sieci                          | Witold Adamek             | psychiatra |
| 2010                | Teddyboy                                   | Mads Nygaard Hemmingsen   | dyrektor szkoły |
| 2016                | Przystanek do nieba                        | Mariusz Kamiński          | Edward |
| 2016                | Jan Matejko "Konstytucja 3 maja 1791 roku" | Marek Brodzki             | dziad dudziarz |
| Seriale telewizyjne |                                            |                           | |
| Rok                 | Tytuł                                      | Reżyser                   | Rola |
| 1980                | Punkt widzenia                             | Janusz Zaorski            | Boguś Sonnenfeld |
| 1980                | Dom                                        | Jan Łomnicki              | mężczyzna (odc. 4) |
| 1988                | Crimen                                     | Laco Adamík               | porucznik, dowódca lisowczyków (odc. 1)                                                                                            |
| 1993                | Czterdziestolatek. 20 lat później          | Jerzy Gruza               | właściciel sklepu zoologicznego (odc. 15)                                                                                          |
| 1994                | Jest jak jest                              | Maciej Dejczer            | mężczyzna zaczepiający Elę na Dworcu Centralnym (odc. 16)                                                                          |
| 1996                | Ekstradycja 2                              | Wojciech Wójcik           | bankowiec u „Bossa” |
| 1998                | Gosia i Małgosia                           | Jerzy Gruza               | profesor Denis Kowalski, antropolog                                                                                                |
| 1998–1999           | Romantyczne podróże do Polski              | Mariusz Malinowski        | |
| 2001–2003           | Na dobre i na złe                          | różni                     | komisarz Lasota |
| 2001                | Miodowe lata                               | Wojciech Adamczyk         | Nowak (odc. 92) |
| 2002                | Wiedźmin                                   | Marek Brodzki             | członek rady elfów (odc. 5) |
| 2002                | Plebania                                   | różni                     | Tadeusz, brat Stanisławy Kurkiewiczowej                                                                                            |
| 2002                | M jak miłość                               | różni                     | okulista, lekarz Kingi |
| 2003                | Kasia i Tomek                              | Jerzy Bogajewicz          | Maurycy Doliwa-Latkowski (Seria II, odc 15: tylko głos)                                                                            |
| 2005                | Pełną parą                                 | Leszek Wosiewicz          | członek wycieczki numizmatyków (odc. 3)                                                                                            |
| 2005–2006           | Kryminalni                                 | Piotr Wereśniak           | lekarz więzienny (odc. 26 i 45) |
| 2006                | U fryzjera                                 | Wojciech Adamczyk         | klient (odc. 7) |
| 2006                | Samotność w sieci                          | Witold Adamek             | psychiatra |
| 2006                | Plebania                                   | różni                     | (odc. 688) |
| 2006                | Fałszerze – powrót Sfory                   | Wojciech Wójcik           | uczestnik spotkania AA (odc. 8) |
| 2006                | Dylematu 5                                 | Grzegorz Warchoł          | radny |
| 2006–2007           | Pogoda na piątek                           | Ryszard Brylski           | (Seria I) |
| 2006–2010           | Klan                                       | Jerzy Bogajewicz          | Robert, właściciel sklepu spożywczego                                                                                              |
| 2007                | Twarzą w twarz                             | Patryk Vega               | policjant Chmielowicz |
| 2007                | Niania                                     | Ryszard Brylski           | taksówkarz (odc. 75) |
| 2008                | Wydział zabójstw                           | Krzysztof Lang            | Krzysztof Nowisz (odc. 29) |
| 2009                | Ranczo                                     | Wojciech Adamczyk         | gangster (odc. 47) |
| 2009                | Naznaczony                                 | Jacek Filipiak            | Weiss (odc. 5) |
| 2009                | Czas honoru                                | Michał Rosa               | „ksiądz”, agent gestapo (odc. 21 i 24)                                                                                             |
| 2009                | 39 i pół                                   | Łukasz Jaworski           | facet w kasynie (odc. 28) |
| 2010                | Plebania                                   | Wojciech Solarz           | Rudolf |
| 2010                | Nowa                                       | Tomasz Szafrański         | taksówkarz (odc. 11) |
| 2010                | Ludzie Chudego                             | Wojciech Adamczyk         | Ryszard Diabelski (odc. 13) |
| 2011                | Ojciec Mateusz                             | Andrzej Kostenko          | Andrzej Dybowski, księgowy „Edenu” (odc. 70)                                                                                       |
| 2014                | Prawo Agaty                                | Maciej Migas              | szatniarz (odc. 63) |
| 2015                | Barwy szczęścia                            | Krzysztof Rogala          | jasnowidz (odc. 1273) |
| 2016                | Oskarżone                                  | Jakub Szymański           | Janusz Kołodziej (odc. 2) |
| 2016                | Na Wspólnej                                | Marcin Szczerbic          | psychiatra (odc. 2375) |
| 2016                | Na sygnale                                 | Leszek Korusiewicz        | Edward (odc. 95) |
| 2016                | Dwoje we troje                             | Tomasz Konecki            | Stanisław (odc. 26), Lubowiecki (odc. 36)                                                                                          |
| 2017                | Na Wspólnej                                | Robert Wichrowski         | lekarz (odc. 2497, 2502) |
| 2017                | Koty i zaloty                              | Kristoffer Rus            | Władysław, sąsiad Katarzyny i Pawła                                                                                                |
| 2018                | Leśniczówka                                | Maciej Żak                | taksówkarz (odc. 9) |
| 2018                | Gliniarze                                  | różni                     | Kazimierz Boruch, technik kryminalistyki (odc. 198–276)                                                                            |
| 2019                | W rytmie serca                             | Adam Guziński             | właściciel obserwatorium w Kazimierzu Dolnym; pojawia się w napisach odcinka, w rzeczywistości jednak w nim nie wystąpił (odc. 59) |
| 2019                | Ojciec Mateusz                             | Wojciech Nowak            | lekarz (odc. 275) |
| 2019                | Blondynka                                  | Marcin Gałczyński         | apitoksynoterapeuta Zdzisław Rój (odc. 92 i 93)                                                                                    |
| 2019                | Barwy szczęścia                            | Jakub Skoczeń             | Milewski, wójt gminy (odc. 1972)                                                                                                   |
| 2020                | Na Wspólnej                                | Pedro Gorostiza           | biegły (odc. 3117) |

### Kierownictwo produkcji
- 1998: Korepetycje z... Pana Tadeusza Księga XIII

### Reżyser II
- 2001–2002: Marzenia do spełnienia (odcinki 1-34)
- 2005: Pełną parą
- 2006: Pogoda na piątek (Seria I)

### Lektor
- 2009: Rzeźba uwięziona w czasie (Szkic do portretu Antoniego J. Pastwy) (recytacja wierszy)
- 2012: Zagadka KPT. z 24